# Aleksandra Budrewicz
Aleksandra Budrewicz (znana także jako Aleksandra Budrewicz-Beratan) – polska filolog, polonistka i anglistka, literaturoznawczyni a w szczególności przekładoznawczyni.
Ukończyła studia w zakresie filologii polskiej na Uniwersytecie Jagiellońskim w Krakowie. Tytuł magistra uzyskała w 2002. Następnie obroniła licencjat z filologii angielskiej na Uniwersytecie Pedagogicznym im. KEN w Krakowie. Studia uzupełniające odbyła w Institute of Education na University of London (2004-2005). Stopień doktora otrzymała w 2007. Habilitowała się w 2016.
Zajmuje się zagadnieniami przekładu literackiego i recepcji twórczości autorów anglojęzycznych w Polsce. Wydała monografie Stanisław Egbert Koźmian – tłumacz Szekspira (2009) i Dickens w Polsce. Pierwsze stulecie (2016)
Za tę ostatnią książkę otrzymała Nagrodę Rektora III stopnia.